# Bhandara horsfieldi
Bhandara horsfieldi är en insektsart som först beskrevs av William Lucas Distant 1908.  Bhandara horsfieldi ingår i släktet Bhandara och familjen dvärgstritar. Inga underarter finns listade i Catalogue of Life.